# Tuba wagneriana
La tuba wagneriana è uno strumento musicale a fiato appartenente alla famiglia del corno.
Fu ideato da Richard Wagner e costruito da Adolphe Sax nel XIX secolo. Il nome "tuba di Wagner" si deve ad un errore di traduzione, non avendo lo strumento a che vedere con la tuba. Wagner lo ideò pensando ad uno strumento con le caratteristiche timbriche del tradizionale corno nel registro dei tromboni bassi, perciò sarebbe più corretto chiamarlo semplicemente corno basso.
La tuba wagneriana viene suonata dai cornisti (di solito quattro esecutori in un gruppo di otto) in alternanza allo strumento ordinario, con cui ha in comune tra le altre cose: l'intonazione Fa/Si♭, l'impostazione dei cilindri azionabili dalla mano sinistra, il bocchino e il canneggio conici e la campana svasata. La forma, invece, ricorda quella del flicorno baritono, anche se mantiene comunque una certa rotondità tipica del corno. Il timbro, più grave del corno tradizionale, ha comunque le stesse peculiarità; ovattato e delicato nel piano e squillante e maestoso nel forte.
Vengono usati due tipi di intonazione:  basso in Fa e tenore in Si♭, ma così come nel corno, grazie ad un tubo ritorto è possibile usare i due tipi di intonazione su uno stesso strumento.
L'estensione è sì simile a quella del corno tradizionale, ma nella tuba wagneriana il registro grave è più maneggevole.
Lo strumento, non amato, tra gli altri, da Giuseppe Verdi, trovò tuttavia impiego nelle opere di molti compositori successivi a Wagner; Stravinskij ne utilizzò quattro, con presenza in scena, nella partitura de L'uccello di fuoco. Anche oggi nella musica da film viene spesso utilizzato.